# Saignes (tổng)
Tổng Saignes là một tổng thuộc tỉnh Cantal trong vùng Auvergne-Rhône-Alpes.

## Địa lý
Tổng này được tổ chức xung quanh Saignes ở quận Mauriac. Độ cao khu vực này dao động từ 321 m (Champagnac) đến 1 022 m (Le Monteil) với độ cao trung bình 566 m.

## Hành chính
| Giai đoạn | Ủy viên                    | Đảng             | Tư cách                       |
| --------- | -------------------------- | ---------------- | ----------------------------- |
| 1807-1833 | Jean-Baptiste de Chazelles | non connu        | Bassignac                     |
| 1833-1854 | Léon Spinasse              | Ủng hộ chính phủ | Madic                         |
| 1854-1861 | Guillaume Rongier          | Ủng hộ đế chế    | Thị trưởng Mauriac            |
| 1861-1870 | Emile de Ribier            | Ủng hộ đế chế    | Thị trưởng Champagnac         |
| 1870-1887 | René de Ribier             | Légitimiste      | Champagnac                    |
| 1887-1900 | Pierre Alsac               | Cơ hội chủ nghĩa | Thị trưởng Saignes            |
| 1900-1922 | Antonin Béal               | Cấp tiến         | Saignes                       |
| 1923-1963 | Alfred Basset              | Cấp tiến         | Thị trưởngYdes                |
| 1963-1976 | Paul Espinasse             | CNIP             | Thị trưởng Bassignac          |
| 1976-2008 | Roger Besse                | RPR              | Thượng nghị sĩ-Thị trưởngYdes |
| 2008-20?? | Stéphane Briant            | UDF-MoDem        | Thị trưởngAntignac            |

## Các đơn vị trực thuộc
Tổng Saignes gồm 12 xã với dân số 6 223 người (điều tra dân số năm 1999, dân số không tính trùng)
| Xã           | Dân số | Mã bưu chính | Mã insee |
| ------------ | ------ | ------------ | -------- |
| Antignac     | 292    | 15240        | 15008    |
| Bassignac    | 230    | 15240        | 15019    |
| Champagnac   | 1 169  | 15350        | 15037    |
| Madic        | 248    | 15210        | 15111    |
| La Monselie  | 114    | 15240        | 15128    |
| Le Monteil   | 274    | 15240        | 15131    |
| Saignes      | 1 006  | 15240        | 15169    |
| Saint-Pierre | 150    | 15350        | 15206    |
| Sauvat       | 190    | 15240        | 15223    |
| Vebret       | 503    | 15240        | 15250    |
| Veyrières    | 116    | 15350        | 15254    |
| Ydes         | 1 931  | 15210        | 15265    |

## Biến động dân số
| 1962                                                     | 1968  | 1975  | 1982  | 1990  | 1999  |
| -------------------------------------------------------- | ----- | ----- | ----- | ----- | ----- |
| 6 388                                                    | 7 044 | 6 586 | 6 646 | 6 562 | 6 223 |
| Nombre retenu à partir de 1962 : dân số không tính trùng |       |       |       |       |       |

## Articles connexes
- Cantal
- Quận của Cantal
- Tổng của Cantal
- Xã của Cantal
- Danh sách tổng ủy viên hội đồng Cantal